# هانسروت (ویرجینیای غربی)
هانسروت (به انگلیسی: Hansrote) یک منطقهٔ مسکونی در ایالات متحده آمریکا است که در شهرستان مورگان، ویرجینیای غربی واقع شده‌است.